# NGC 6004
NGC 6004 ist eine 12,6 mag helle Balkenspiralgalaxie vom Hubble-Typ „SBc“ im Sternbild Schlange in der Nähe des Himmelsäquators. Sie ist schätzungsweise 175 Millionen Lichtjahre von der Milchstraße entfernt und hat einen Durchmesser von etwa 90.000 Lj.
Im selben Himmelsareal befinden sich u. a. die Galaxien NGC 6003 und IC 1142.
Das Objekt wurde am 14. Juni 1879 von Édouard Stephan entdeckt.